# Blogcast
O Blogcast é um serviço de internet que une as funções de blog e podcast em um único website. 

## Termo
O nome blogcast é a união das palavras blog + podcast, formando um nome híbrido.

## Surgimento
Não se sabe ao certo quando surgiu o blogcast, mas alguns fatores contribuíram para seu aparecimento como o crescimento vertiginoso dos blogs e podcasts na Internet, o surgimento de sites do tipo YouTube, etc. Todos estes propiciaram o momento atual onde se deu a criação dos blogcasts.
Amparado pelo aumento da velocidade de conexão (adsl, net cable), o blogcast surge na esteira da popularização dos podcasts e de streaming de mídia. 

## Funcionalidades
Ele se apropria da estrutura original dos blogs - modo texto - para transformá-lo em uma ferramenta multimídia, com suporte à imagem, áudio e vídeo. Pode-se também acompanhar suas atualizações via RSS. Hoje, pode-se considerar o blogcast um sistema de fácil atualização por parte do usuário, com capacidades multimedia, englobando Fotologs, Audiologs e Videologs. 

## Panorama
O número de novos artistas, que utilizam esta ferramenta como meio de divulgação, tem aumentado consideravelmente, devido às facilidades para publicar trabalhos, como por exemplo, músicas e  vídeos.
A larga popularização de uso deste sistema tem proporcionado aos usuários de internet a possibilidade de se tornarem músicos, e conseguir distribuir suas canções diretamente com outros usuários. Não existe mais a obrigação de publicar um trabalho com a ajuda de um intermediário, no caso uma gravadora. 
A internet democratizou às manifestações da sociedade, na medida em que todos, sem exceção, podem compartilhar informações, contribuições e recombinações, tornando o desenvolvimento em uma ação conjunta e inacabada.
A sociedade sempre foi doutrinada a compreender que, somente os artistas lançados comercialmente pela indústria cultural, têm condições de contribuir, elevando-os a um nível acima dos receptores. Ferramentas como o blogcast surgiram com a intenção de desmistificar essa ideia (amplamente disseminada pela indústria da música de que a sociedade não poderia contribuir), e tornar possível a publicação de qualquer tipo de trabalho intelectual, seja este uma música, um vídeo ou um texto...

## Diferença do audioblog
Existe muita confusão em relação aos conceitos de podcast e audioblog (no caso de arquivos sonoros. O conceito de blogcast pode ser atribuído a ferramentas do tipo MySpace (serviço de rede social, na qual podem ser colocados áudios em MP3 para serem executados através de streaming), e também audioblogs que tem um funcionamento semelhante aos blogs convencionais, diferenciando-se deste último pela possibilidade de publicar arquivos de áudio.
Já o podcast é um meio de publicar programas de áudio e vídeo através da internet, na qual é possível os usuários acompanharem a sua atualização pelo sistema feed RSS que distribui conteúdo pela rede. Quem incluiu o enclosure (elemento na especificação RSS 2.0) na qual foi possível o conceito de podcast ser utilizado, foi Dave Winer; a principal diferença entre podcast e audioblog é justamente a utilização de feeds RSS para distribuir o conteúdo.